# Eulophia divergens
Eulophia divergens är en orkidéart som beskrevs av Karl Fritsch. Eulophia divergens ingår i släktet Eulophia och familjen orkidéer.
Artens utbredningsområde är Angola. Inga underarter finns listade i Catalogue of Life.